# Ratonero Valenciano
Der Ratonero Valenciano (oder Gos Rater Valencià) ist eine spanische Hunderasse. Die Rasse gehört zu den Hochläufigen Terriern in FCI-Gruppe 3, Sektion 1, der Rassestandard hat die FCI Nummer: 370.

## Herkunft und Geschichtliches
Neben dem Ratonero Valenciano, der an der valencianischen Küste beheimatet ist, gibt es in Spanien noch den wesentlich kleineren Ratonero Mallorquín, welcher auf den Balearen vorkommt, und den im westlichen Andalusien beheimaten Ratonero Bodeguero Andaluz und den im Baskenland ansässigen Ratonero Vasco, auch Villanuco de Las Encartaciones genannt.
Schon im 16. Jahrhundert wird diese Hunderasse in diversen Dokumenten als Canis villaticus oder auch als Gos de l’Horta erwähnt. Später wurden sie auch als Ratador Valencià, Gos Ratoner Valencià oder Rateret bezeichnet.
Die Ratonero Valencianos wurden und werden für die Nagetierjagd eingesetzt. Eine Besonderheit in der Region um Valencia war in der Vergangenheit die Jagd auf Wasserratten und zwei weitere einheimische Rattenarten. Diese landeten nicht in den Mägen der Hunde, sondern in den Paellas. Insbesondere in den Monaten September bis Februar wurden sie in den Kanälen von den Ratoneros aufgestöbert und erlegt.

## Beschreibung
Der Ratonero Valenciano hat einen zierlichen aber auch athletischen Körperbau mit ausgeprägter Muskulatur. Rüden haben eine max. Schulterhöhe von 40 cm und Hündinnen von max. 38 cm. 
Sein glattes, anliegendes Fell hat eine maximale Länge von 2 cm.
Die Fellfarben variieren aber die häufigste Farbe ist Trikolor (Schwarz-Feuer-Weiß), gefolgt von Schwarz-Feuer aber es gibt auch weiße Hunde mit schwarzen oder mit braunen Platten. Auch gibt es weiße Ratonero Valencianos mit zwei Brauntönen (Schokolade-Zimt) und mit heller Nase. Besonders die letztere Farbversion wird oft mit Podenco-Mischlingen verwechselt, zumal die Ratoneros Valencianos überwiegend Stehohren haben.
Wie bei den Ratonero Bodeguero Andaluces wurde ihnen noch bis 2018 die Rute auf 1/4 ihrer Länge gekürzt.
In Spanien überwiegend als Jagdhund wird er in Mitteleuropa als Begleit- und Familienhund gehalten. Er ist lebhaft, intelligent und lernt sehr schnell.